# Sidney Hall (film)
Pour plus de détails, voir Fiche technique et Distribution.
Sidney Hall est un film américain réalisé par Shawn Christensen,,,,,,, et sorti en 2017 au Festival du film de Sundance.

## Synopsis
Sidney Hall (Logan Lerman) écrit un livre qui devient vite un succès international, mais l'écrivain disparaît sans laisser de trace.

## Fiche technique
- Titre original et français : Sidney Hall
- Réalisation : Shawn Christensen
- Scénario : Shawn Christensen, Jason Dolan
- Direction artistique : Danica Pantic
- Décors : Lisa Myers
- Costumes : Stacey Berman
- Photographie : Daniel Katz
- Montage : Sabine Hoffman
- Musique : Darren Morze
- Production : Jonathan Schwartz
  - Production déléguée :
- Sociétés de production : Fuzzy Logic Pictures, Super Crispy Entertainment
- Sociétés de distribution :
- Pays de production :  États-Unis
- Langue originale : anglais
- Format : Couleur
- Genre : Drame
- Durée : 117 minutes
- Dates de sortie :
  - États-Unis : 25 janvier 2017
  - France : 13 octobre 2018 (inédit)

## Distribution
Sauf indication contraire, les informations mentionnées dans cette section peuvent être confirmées par la base de données cinématographiques IMDb,  présente dans la section « Liens externes ».
- Logan Lerman (VF : Nathanel Alimi) : Sidney Hall
- Elle Fanning (VF : Zina Khakhoulia) : Melody
- Michelle Monaghan (VF : Barbara Kelsch) : Mme Hall
- Blake Jenner : Brett Newport
- Kyle Chandler (VF : Emmanuel Curtil) : le chercheur
- Margaret Qualley (VF : Kelly Marot) : Alexandra
- Janina Gavankar (VF : Soleïma Arabi) : Gina
- Christina Brucato : Jeanine
- Nathan Lane (VF : Michel Dodane) : Harold
- Darren Pettie : Gerald Hall
- Tim Blake Nelson (VF : Eilias Changuel) : Johan
- Michael Drayer : Max
- Alex Karpovsky : Bauer
- David Alan Basche : le sénateur Dale
- Yahya Abdul-Mateen II (VF : Lucien Jean-Baptiste) : Duane